# Ребекка Торр
Ребе́кка То́рр (англ. Rebecca Torr; нар. 15 березня 1990, Тауранга, Нова Зеландія) — новозеландська сноубордистка, учасниця зимових Олімпійських ігор (2014). Стійка — регуляр.

## Життєпис
Ребекка Торр народилася у новозеландському місті Тауранга. Займатися сноубордингом почала у 2002 році. У сезоні 2010—2011 була визнана найкращим новачком Болл-Парку на зимовому турнірі «Dew Tour».
У 2014 році взяла участь в зимових Олімпійських іграх у Сочі. У слоупстайлі зайняла 18 підсумкове місце.
Окрім сноубординга Ребекка захоплюється грою на гітарі, написанням музики, заняттями у тренажерному залі, катанням по морю та плаванням. Крім того важливою частиною свого життя вважає спілкування з родиною.